# American IV: The Man Comes Around
Az American IV: The Man Comes Around  Johnny Cash negyedik albuma az American szériában. A lemez 2002-ben jelent meg. A dalok túlnyomó többségükben feldolgozások, például a Personal Jesus (Depeche Mode) és a Hurt (Nine Inch Nails).
A NIN frontembere, Trent Reznor azt nyilatkozta, hogy először tartott attól, milyen lesz a feldolgozás. Aztán megnézte a videót és megnyugodott, hogy a Cash-verzió ugyanolyan jó, mint az eredeti. Egy későbbi interjú alkalmával ezt nyilatkozta: „Épp most hagyott el a barátnőm, mert ez a dal már nem hozzám tartozik.”
Az American IV az utolsó album, amelyet Cash életében készített. A kiadás évében, csak Amerikában, több mint 500 000 példányban kelt el. Szerepel az 1001 lemez, amit hallanod kell, mielőtt meghalsz című könyvben.

## Az album dalai
|     | Cím                                 | Szerző(k)             | Hossz |
| --- | ----------------------------------- | --------------------- | ----- |
| 1.  | The Man Comes Around                | Johnny Cash           | 4:26  |
| 2.  | Hurt                                | Trent Reznor          | 3:38  |
| 3.  | Give My Love to Rose                | Cash                  | 3:28  |
| 4.  | Bridge Over Troubled Water          | Paul Simon            | 3:55  |
| 5.  | I Hung My Head                      | Sting                 | 3:53  |
| 6.  | The First Time Ever I Saw Your Face | Ewan MacColl          | 3:52  |
| 7.  | Personal Jesus                      | Martin Gore           | 3:20  |
| 8.  | In My Life                          | Lennon/McCartney      | 2:57  |
| 9.  | Sam Hall                            | Tex Ritter            | 2:40  |
| 10. | Danny Boy                           | Frederick Weatherly   | 3:19  |
| 11. | Desperado                           | Glenn Frey/Don Henley | 3:13  |
| 12. | I'm So Lonesome I Could Cry         | Hank Williams         | 3:03  |
| 13. | Tear Stained Letter                 | Cash                  | 3:33  |
| 14. | Streets of Laredo                   | tradicionális         | 3:41  |
| 15. | We'll Meet Again                    | Charles/Park          | 2:58  |

### American IV: variációk
A lemezt sok formában jelent már meg. Létezik extra DVD-s változat, amelyen a Hurt videója található meg és van egy bónuszdalos verzió is. A két plusz dal a következő:
- Wichita Lineman (Jimmy Webb)
- Big Iron (Marty Robbins)

## Közreműködők
- Johnny Cash – ének, gitár, akusztikus gitár
- Don Henley – dob, zongora, ének
- Fiona Apple – ének
- Nick Cave – ének
- Mike Campbell – gitár
- John Frusciante – akusztikus  gitár
- Thom Bresh – akusztikus gitár
- Marty Stuart – akusztikus gitár
- Smokey Hormel – akusztikus gitár, slide gitár
- Jack Clement – dobro
- Joey Waronker – dob
- David Ferguson – ukulele
- Laura Cash – hegedű
- Terry Harrington – klarinét
- Benmont Tench – Hammond orgona, zongora, harmónium
- Roger Manning – zongora, harmónium
- Billy Preston – zongora, szintetizátor

### Produkció
- Rick Rubin – producer
- John Carter Cash – producer
- Christine Cano – művészeti vezető
- Martyn Atkins – fotó
- Lindsay Chase – koordinátor
- Dwight Hume, Jimmy Tittle – asszisztens

## A Billboard listán
| Év   | Lista           | Helyezés |
| ---- | --------------- | -------- |
| 2002 | Country albumok | 2        |
| 2002 | Pop albumok     | 22       |

## Díjak, elismerések
| Év   | Díj                                          | Cím                               | Kategória |
| ---- | -------------------------------------------- | --------------------------------- | --------- |
| 2003 | CMT Music Awards – Album of the year         | American IV: The Man Comes Around | Country   |
| 2003 | CMT Music Awards – Single of the year        | Hurt                              | Country   |
| 2003 | Grammy díj – Best short music video          | Hurt                              | Country   |
| 2003 | MTV Video Music Awards – Best cinematography | Hurt                              | Country   |
| 2002 | Grammy díj – Song of the year                | Give My Love to Rose              | Country   |